# Борщівська сільська рада (Теофіпольський район)
Борщі́вська сільська́ ра́да — колишня адміністративно-територіальна одиниця та орган місцевого самоврядування в Теофіпольському районі Хмельницької області. Адміністративний центр — село Борщівка.

## Загальні відомості
Борщівська сільська рада утворена в 1921 році.
- Територія ради: 18,709 км²
- Населення ради: 443 особи (станом на 2001 рік)
- Територією ради протікає річка Полква

## Населені пункти
Сільській раді були підпорядковані населені пункти:
- с. Борщівка
- с. Василівка

## Склад ради
Рада складалася з 12 депутатів та голови.
- Голова ради: Ткачук Олександр Васильович
- Секретар ради: Щиголь Неля Іванівна

### Керівний склад попередніх скликань
| Прізвище, ім'я, по батькові | Основні відомості                                                                       | Дата обрання | Дата звільнення |
| --------------------------- | --------------------------------------------------------------------------------------- | ------------ | --------------- |
| Ткачук Олександр Васильович | Сільський голова, 1963 року народження, освіта середня спеціальна, член Народної партії | 26.03.2006   | 31.10.2010      |
| Ткачук Олександр Васильович | Сільський голова, 1963 року народження, освіта середня спеціальна, член Народної партії | 31.10.2010   |                 |

Примітка: таблиця складена за даними сайту Верховної Ради України

### Депутати
За результатами місцевих виборів 2010 року депутатами ради стали:

#### За суб'єктами висування
| Суб'єкт висування             | Кількість обраних депутатів | %    |
| ----------------------------- | --------------------------- | ---- |
| Самовисування                 | 7                           | 58,3 |
| Народна партія                | 4                           | 33,3 |
| Політична партія «Фронт Змін» | 1                           | 8,3  |

#### За округами
| № округу                      | Прізвище, ім'я, по батькові    | Дата визнання обраним | Освіта  | Партійна приналежність                        | Відомості про обраного депутата                  |
| ----------------------------- | ------------------------------ | --------------------- | ------- | --------------------------------------------- | ------------------------------------------------ |
| Народна Партія                |                                |                       |         |                                               |                                                  |
| 1                             | Пилип'юк Валентина Йосипівна   | 01.11.2010            | середня | член Народної партії                          | Борщівська сільська рада, головний бухгалтер     |
| 3                             | Цвігун Павло Вікторович        | 01.11.2010            | середня | член Народної партії                          | ТОВ «Вікторія», різноробочий                     |
| 4                             | Столбюк Алла Олександрівна     | 01.11.2010            | середня | позапартійна                                  | домогосподарка                                   |
| 10                            | Щиголь Неля Іванівна           | 01.11.2010            | вища    | член Народної партії                          | Борщівська сільська рада, секретар               |
| Політична партія «Фронт Змін» |                                |                       |         |                                               |                                                  |
| 6                             | Гук Петро Миколайович          | 01.11.2010            | середня | член Політичної партії «Фронт Змін»           | ТОВ «Вікторія», механізатор                      |
| Самовисування                 |                                |                       |         |                                               |                                                  |
| 2                             | Франко Володимир Володимирович | 01.11.2010            | середня | член Народної партії                          | ТОВ «Вікторія», різноробочий                     |
| 5                             | Петровський Олександр Якович   | 01.11.2010            | середня | позапартійний                                 | ТОВ «Вікторія», шофер                            |
| 7                             | Кондратюк Надія Миколаївна     | 08.11.2010            | середня | член Партії регіонів                          | ТОВ «Вікторія», завідувачка ферми                |
| 8                             | Казмірук Зоя Володимирівна     | 01.11.2010            | середня | член Партії регіонів                          | Великолазучинське споживче товариство, продавець |
| 9                             | Сіньова Інна Веанімінівна      | 08.11.2010            | середня | член Народної партії                          | Борщівське відділення зв'язку, листоноша         |
| 11                            | Горбанський Олександр Петрович | 01.11.2010            | середня | член Всеукраїнського об'єднання «Батьківщина» | ТОВ «Вікторія», механізатор                      |
| 12                            | Ткачук Людмила Петрівна        | 01.11.2010            | вища    | член Всеукраїнського об'єднання «Батьківщина» | Ординецька загальноосвітня школа, вчитель        |